# Internationale Filmfestspiele von Venedig 2017
Die 74. Internationalen Filmfestspiele von Venedig (italienisch 74. Mostra Internazionale d’Arte Cinematografica) fanden vom 30. August bis 9. September 2017 am Lido statt. Sie zählen neben der Berlinale und den Filmfestspielen von Cannes zu den drei bedeutendsten A-Festivals der Welt und standen zum 6. Mal in Folge unter der Leitung von Alberto Barbera. Als Eröffnungsfilm wurde die US-amerikanische Science-Fiction-Tragikomödie Downsizing von Alexander Payne ausgewählt. Als Abschlussfilm wurde Takeshi Kitanos Spielfilm Outrage Coda bestimmt.
Jurypräsidentin des Internationalen Wettbewerbs Venezia 74, in dem unter anderem der Goldene Löwe für den besten Film des Festivals vergeben wurde, war in diesem Jahr die US-amerikanische Schauspielerin Annette Bening. Den Hauptpreis des Wettbewerbs gewann Guillermo del Toros Film The Shape of Water.
Als Moderator der Auftaktzeremonie und der abschließenden Preisgala wurde der italienische Schauspieler Alessandro Borghi ausgewählt.
Bereits vor Festivalbeginn als Laureaten fest standen Jane Fonda und Robert Redford, die am 1. September den Goldenen Löwen als Ehrenpreis für ein Lebenswerk erhielten. Einher ging die Verleihung mit der Aufführung ihres neuen gemeinsamen Films, der Netflix-Produktion Our Souls at Night von Ritesh Batra, der außerhalb des Wettbewerbs gezeigt wurde. Ebenfalls ins Programm aufgenommen wurde eine Aufführung von Sydney Pollacks Spielfilm Der elektrische Reiter, in dem beide 1979 vor der Kamera standen.
Einen Tag vor der offiziellen Eröffnung der Filmfestspiele kam es zur Uraufführung der restaurierten Fassung von Ernst Lubitschs Rosita. Restauriert wurde der Stummfilm durch das Museum of Modern Art (MoMA) mit Unterstützung der The Film Foundation von Martin Scorsese. Musikalisch begleitet wird die Premiere durch das Mitteleuropa Orchestra, dirigiert von der Musikwissenschaftlerin Gillian Anderson.
2017 fand erstmals ein Wettbewerb für die besten Filmprojekte aus dem Bereich Virtuelle Realität (Venice Virtual Reality Section) statt.

## Offizielle Sektionen

### Wettbewerb

#### Jury

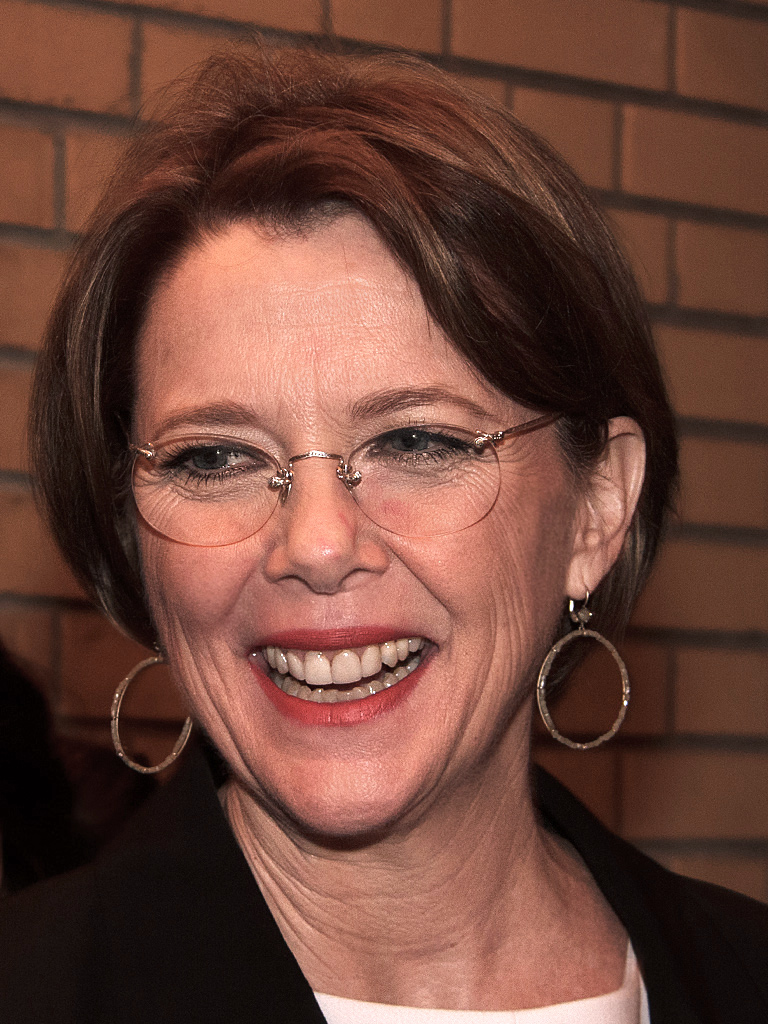
Annette Bening (2013)

Jurypräsidentin der Filmfestspiele von Venedig 2017 war Annette Bening. Die US-amerikanische Film- und Theaterschauspielerin war damit die erste weibliche Jurypräsidentin seit Catherine Deneuve (2006). Festivalleiter Alberto Barbera lobte, dass ihre Karriere „immer von interessanten, oft wagemutigen Entscheidungen gekennzeichnet“ sei. „Als eine kultivierte und instinktive Schauspielerin, die komplexe Nuancen bei Figuren porträtieren kann, gibt Annette Bening ihren Rollen eine bewusst mildernde, herzliche und natürliche Eleganz, die beim Ansehen ihrer Filme eine wundervolle und immer bereichernde Erfahrung ergeben“, so Barbera.
Der Jurypräsidentin standen bei der Vergabe der Preise mehrere Jurymitglieder zur Seite, die am 23. Juli 2017 benannt wurden:
- Ildikó Enyedi, ungarische Filmregisseurin und Drehbuchautorin (Teilnehmerin am Wettbewerb 1994)
- Michel Franco, mexikanischer Filmregisseur, -produzent und Drehbuchautor
- Rebecca Hall, britische Schauspielerin
- Anna Mouglalis, französische Schauspielerin
- David Stratton, anglo-australischer Filmkritiker und Fernsehproduzent, Leiter des Sydney Film Festival (Jurymitglied 1994)
- Jasmine Trinca, italienische Schauspielerin (Marcello-Mastroianni-Preis 2009)
- Edgar Wright, britischer Filmregisseur und Drehbuchautor
- Yonfan, chinesischer Filmregisseur, -produzent und Drehbuchautor (Teilnehmer am Wettbewerb 2009)

#### Konkurrenten um den Goldenen Löwen
Das offizielle Programm für die 74. Auflage wurde während einer Pressekonferenz am 27. Juli 2017 in Rom präsentiert. 21 Langfilme konkurrieren im Wettbewerb um den Golden Löwen, darunter mit Darren Aronofsky und Samuel Maoz zwei frühere Gewinner des Hauptpreises:
| Film                                      | Regie               | Land                                     | Darsteller (Auswahl)                                                                                        |
| ----------------------------------------- | ------------------- | ---------------------------------------- | --- |
| Ammore e Malavita                         | Gebrüder Manetti    | Italien                                  | Giampaolo Morelli, Serena Rossi, Claudia Gerini, Carlo Buccirosso                                           |
| Downsizing (Eröffnungsfilm)               | Alexander Payne     | USA                                      | Matt Damon, Christoph Waltz, Hong Chau, Kristen Wiig                                                        |
| Ex Libris – The New York Public Library   | Frederick Wiseman   | USA                                      | Dokumentarfilm                                                                                              |
| Una famiglia                              | Sebastiano Riso     | Italien                                  | Micaela Ramazzotti, Patrick Bruel                                                                           |
| First Reformed                            | Paul Schrader       | USA                                      | Ethan Hawke, Amanda Seyfried, Cedric Kyles                                                                  |
| Foxtrot                                   | Samuel Maoz         | Israel, Deutschland, Frankreich, Schweiz | Lior Ashkenazi, Sarah Adler, Yonatan Shira, Karin Ugowski, Shira Haas                                       |
| Hannah                                    | Andrea Pallaoro     | Italien, Belgien, Frankreich             | Charlotte Rampling, André Wilms                                                                             |
| Human Flow                                | Ai Weiwei           | Deutschland                              | Dokumentarfilm                                                                                              |
| The Insult                                | Ziad Doueiri        | Frankreich, Libanon                      | Adel Karam, Kamel El Basha, Camille Salameh, Rita Hayek                                                     |
| Jia Nian Hua (Angels Wear White)          | Vivian Qu           | VR China, Frankreich                     | Wen Qi, Zhou Meijun, Shi Ke, Geng Le, Liu Weiwei, Peng Jing                                                 |
| Jusqu’à la garde                          | Xavier Legrand      | Frankreich                               | Denis Ménochet, Léa Drucker, Thomas Gioria, Mathilde Auneveux, Saadia Bentaïeb                              |
| Lean on Pete                              | Andrew Haigh        | Vereinigtes Königreich                   | Charlie Plummer, Steve Buscemi, Chloë Sevigny                                                               |
| Das Leuchten der Erinnerung               | Paolo Virzì         | Italien                                  | Helen Mirren, Donald Sutherland                                                                             |
| Mektoub, My Love: Canto Uno               | Abdellatif Kechiche | Frankreich, Italien                      | Shaïn Boumedine, Ophélie Bau, Salim Kechiouche, Lou Luttiau, Alexia Chardard, Hafsia Herzi                  |
| Mother!                                   | Darren Aronofsky    | USA                                      | Jennifer Lawrence, Javier Bardem, Michelle Pfeiffer, Domhnall Gleeson, Ed Harris                            |
| Sandome No Satsujin (The Third Murder)    | Hirokazu Koreeda    | Japan                                    | Fukuyama Masaharu, Yakusho Koji, Hirose Suzu                                                                |
| The Shape of Water                        | Guillermo del Toro  | USA                                      | Sally Hawkins, Michael Shannon, Richard Jenkins, Doug Jones, Michael Stuhlbarg, Octavia Spencer             |
| Suburbicon                                | George Clooney      | USA                                      | Matt Damon, Julianne Moore, Noah Jupe, Oscar Isaac                                                          |
| Sweet Country                             | Warwick Thornton    | Australien                               | Sam Neill, Bryan Brown, Hamilton Morris, Thomas M. Wright                                                   |
| Three Billboards Outside Ebbing, Missouri | Martin McDonagh     | Vereinigtes Königreich                   | Frances McDormand, Woody Harrelson, Sam Rockwell, Abbie Cornish, John Hawkes, Peter Dinklage                |
| Das Haus am Meer                          | Robert Guédiguian   | Frankreich                               | Ariane Ascaride, Jean-Pierre Darroussin, Gérard Meylan, Jacques Boudet, Anaïs Demoustier, Robinson Stévenin |

#### Außer Konkurrenz
Außerhalb des Wettbewerbs wurden folgende Filme gezeigt:
| Film                                                                                 | Regie                   | Land                             | Darsteller (Auswahl) |
| ------------------------------------------------------------------------------------ | ----------------------- | -------------------------------- | --- |
| Brawl in Cell Block 99                                                               | S. Craig Zahler         | USA                              | Vince Vaughn, Jennifer Carpenter, Don Johnson, Udo Kier |
| Il colore nascosto delle cose                                                        | Silvio Soldini          | Italien, Schweiz                 | Valeria Golino, Adriano Giannini, Arianna Scommegna, Laura Adriani                                                                                         |
| Cuba and the Cameraman                                                               | John Alpert             | USA                              | Dokumentarfilm |
| The Devil and Father Amorth                                                          | William Friedkin        | USA                              | Dokumentarfilm |
| Diva!                                                                                | Francesco Patierno      | Italien                          | Barbora Bobuľová, Anita Caprioli, Carolina Crescentini, Silvia D’Amico, Isabella Ferrari, Carlotta Natoli, Greta Scarano, Anna Foglietta, Michele Riondino |
| La fidèle                                                                            | Michaël R. Roskam       | Belgien, Frankreich, Niederlande | Matthias Schoenaerts, Adèle Exarchopoulos |
| Jim & Andy: The Great Beyond. The Story of Jim Carrey, Andy Kaufman and Tony Clifton | Chris Smith             | USA, Kanada                      | Dokumentarfilm |
| Happy Winter                                                                         | Giovanni Totaro         | Italien                          | Dokumentarfilm |
| Loving Pablo                                                                         | Fernando León de Aranoa | Spanien, Bulgarien               | Javier Bardem, Penélope Cruz, Peter Sarsgaard |
| La mélodie                                                                           | Rachid Hami             | Frankreich                       | Kad Merad, Samir Guesmi, Renély Alfred, Youssouf Gueye |
| My Generation                                                                        | David Batty             | Vereinigtes Königreich           | Dokumentarfilm (mit Michael Caine) |
| Our Souls at Night                                                                   | John Alpert             | USA                              | Jane Fonda, Robert Redford |
| Outrage Coda                                                                         | Takeshi Kitano          | Japan                            | Beat Takeshi, Nishida Toshiyuki |
| Piazza Vittorio                                                                      | Abel Ferrara            | Italien                          | Dokumentarfilm |
| The Private Life of a Modern Woman                                                   | James Toback            | USA                              | Sienna Miller, Alec Baldwin, Charles Grodin, Colleen Camp, Carl Icahn                                                                                      |
| Ryuichi Sakamoto: Coda                                                               | Stephen Nomura Schible  | USA, Japan                       | Dokumentarfilm |
| Il Signor Rotpeter                                                                   | Antonietta De Lillo     | Italien                          | Marina Confalone |
| This is Congo                                                                        | Daniel McCabe           | Kongo                            | Dokumentarfilm |
| Victoria & Abdul                                                                     | Stephen Frears          | Vereinigtes Königreich           | Judi Dench, Ali Fazal, Eddie Izzard |
| Wormwood (Fernsehserie, 6 Folgen)                                                    | Errol Morris            | USA                              | Peter Sarsgaard, Molly Parker, Christian Camargo, Scott Shepherd, Tim Blake Nelson, Bob Balaban                                                            |
| Zama                                                                                 | Lucrecia Martel         | Argentinien, Brasilien           | Daniel Giménez Cacho, Lola Dueñas, Matheus Nachtergaele, Juan Minujín                                                                                      |
| Zhuibu (Manhunt)                                                                     | John Woo                | VR China, Hongkong               | Zhang Hanyu, Fukuyama Masaharu, Qi Wei, Ha Jiwon |

Sonderaufführungen
- Casa d’Altri – Regie: Gianni Amelio (Italien)
- Making of Michael Jackson’s Thriller – Regie: Jerry Kramer (USA)
- Michael Jackson’s Thriller 3D – Regie: John Landis (USA), Darsteller: Michael Jackson, Ola Ray

Weitere Sonderaufführungen
- Barbiana ’65 La Lezione di Don Milani – Regie: Alessandro G. A. D’Alessandro (Italien)
- Der elektrische Reiter (The Electric Horseman) – Regie: Sydney Pollack (USA, 1979), Darsteller: Robert Redford, Jane Fonda
- La lunga strada del ritorno – Regie: Alessandro Blasetti (Italien, 1962)
- Lievito Madre – Le ragazze del secolo scorso – Regie: Concita De Gregorio, Esmeralda Calabria (Italien)
- L’ Ordine delle cose – Regie: Andrea Segre (Italien, Frankreich), Darsteller: Paolo Pierobon, Giuseppe Battiston, Valentina Carnelutti, Olivier Rabourdin

### Orizzonti

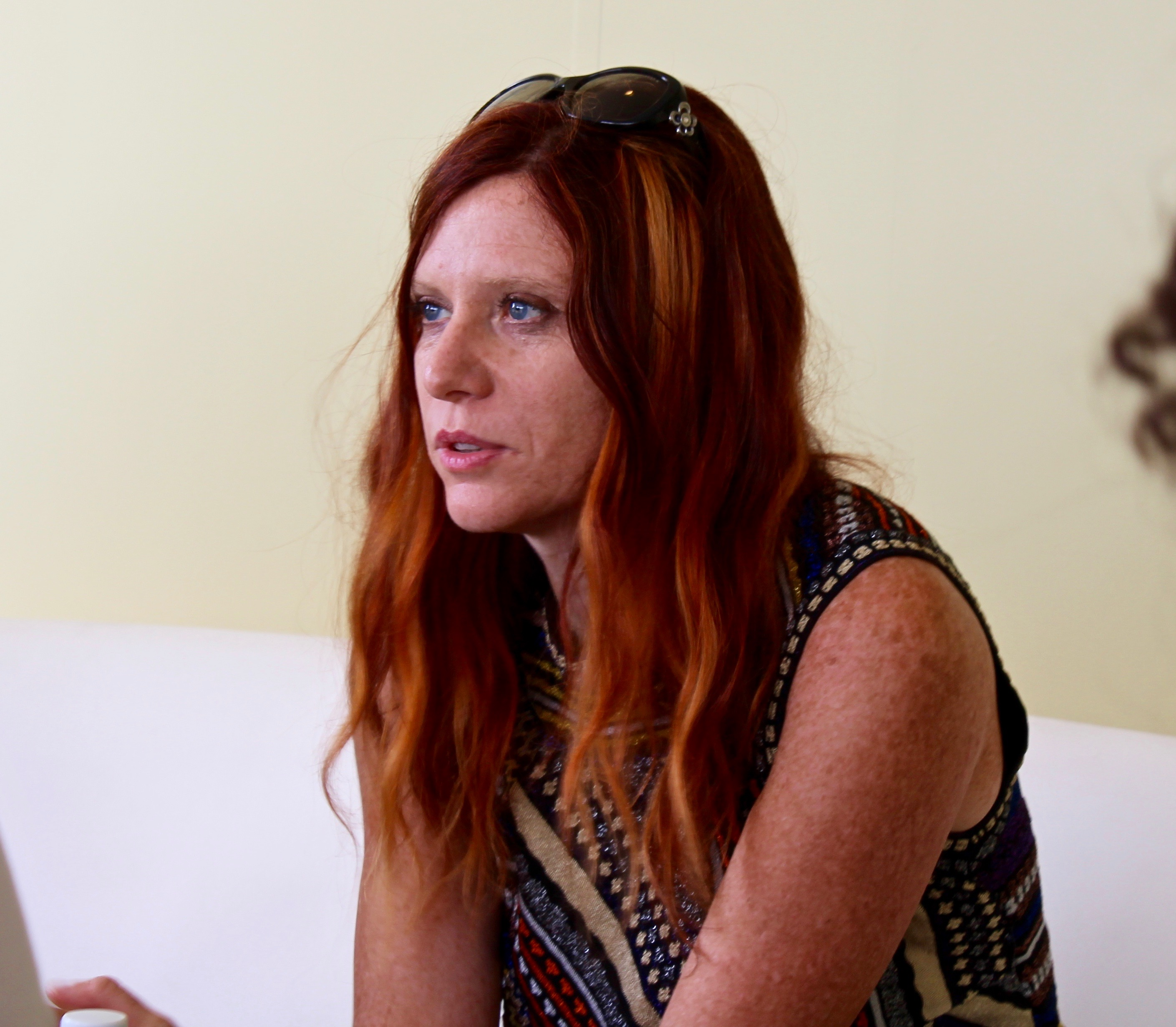
Susanna Nicchiarellis Film Nico, 1988 eröffnete die Sektion Orizzonti, in der er als bester Film ausgezeichnet wurde

Die Sektion Orizzonti (dt.: „Horizonte“) widmet sich neuen Trends im internationalen Film und stellt vor allem unkonventionelle Filme vor, darunter Spiel-, Dokumentar- und Experimentalfilme. Es werden sowohl Kurz- als auch Langfilme akzeptiert. Eröffnet wurde die Sektion mit dem Spielfilm Nico, 1988 von Susanna Nicchiarelli, der mit dem Hauptpreis ausgezeichnet wurde. Der Preis für den besten Kurzfilm ging an Gros chagrin von  Céline Devaux.
Den Vorsitz der internationalen Jury hatte der italienischen Regisseur Gianni Amelio inne (Gewinner des Goldenen Löwen 1998). Weitere Jurymitglieder waren:
- Rakhshan Bani-Etemad, iranische Filmemacherin (Teilnehmerin am Wettbewerb um den Goldenen Löwen 2014)
- Ami Canaan Mann, US-amerikanische Regisseurin (Teilnehmerin am Wettbewerb um den Goldenen Löwen 2014)
- Mark Cousins, irisch-schottischer Regisseur, Drehbuchautor und Kurator
- Andrés Duprat, argentinischer Drehbuchautor, Architekt und künstlerischer Kurator
- Fien Troch, belgische Regisseurin und Drehbuchautorin (Teilnehmerin und Regie-Preisträgerin der Sektion Orizzonti 2016)
- Rebecca Zlotowski, französische Regisseurin und Drehbuchautorin

Langfilme
| Filmtitel                                            | Regie                                                        | Produktionsland                                          | Darsteller (Auswahl)                                                                              |
| ---------------------------------------------------- | ------------------------------------------------------------ | -------------------------------------------------------- | ------------------------------------------------------------------------------------------------- |
| Bedoune Tarikh, Bedoune Emza (No Date, No Signature) | Vahid Jalilvand                                              | Iran                                                     | Amir Agha’ee, Navid Mohammadzadeh, Hediyeh Tehrani, Sa’eed Dakh                                   |
| Ha Ben Dod (The Cousin)                              | Tzahi Grad                                                   | Israel                                                   | Ala Dakka, Tzahi Grad, Osnat Fishman                                                              |
| Les Bienheureux                                      | Sofia Djama                                                  | Frankreich, Belgien                                      | Sami Bouajila, Nadia Kaci, Amine Lansari, Lyna Khoudri                                            |
| Brutti e cattivi                                     | Cosimo Comez                                                 | Italien, Frankreich                                      | Claudio Santamaria, Marco D’Amore, Sara Serraiocco                                                |
| Caniba                                               | Lucien Castaing-Taylor Verena Paravel                        | Frankreich                                               |                                                                                                   |
| Disappearance                                        | Ali Asgari                                                   | Iran, Katar                                              | Sadaf Asgari, Amir Reza Ranjbaran, Nafiseh Zare, Sahar Sotoodeh                                   |
| Ha Etud (The Testament)                              | Amichai Greenberg                                            | Israel, Österreich                                       | Ori Pfeffer, Rivka Gur, Hagit Dasberg Shamul, Ori Yaniv                                           |
| Espèces menacées                                     | Gilles Bourdos                                               | Frankreich, Belgien                                      | Alice Isaaz, Vincent Rottiers, Grégory Gadebois, Suzanne Clément                                  |
| Gatta cenerentola                                    | Alessandro Rak Ivan Cappiello Marino Guarnieri Dario Sansone | Italien                                                  | Animationsfilm                                                                                    |
| Invisible                                            | Pablo Giorgelli                                              | Argentinien, Brasilien, Uruguay, Deutschland, Frankreich | Mora Arenillas, Mara Bestelli, Diego Cremonesi                                                    |
| Krieg                                                | Rick Ostermann                                               | Deutschland                                              | Ulrich Matthes, Barbara Auer                                                                      |
| Marvin                                               | Anne Fontaine                                                | Frankreich                                               | Finnegan Oldfield, Isabelle Huppert, Grégory Gadebois, Vincent Macaigne                           |
| Nico, 1988 (Eröffnungsfilm)                          | Susanna Nicchiareli                                          | Italien, Belgien                                         | Trine Dyrholm, John Gordon Sinclair, Anamaria Marinca, Sandor Funtek                              |
| La nuit où j’ai nagé (Oyogisugita yoru)              | Damien Manivel Igarashi Kohei                                | Frankreich, Japan                                        | Kogawa Takara, Kogawa Keiki, Kogawa Takashi, Kogawa Chisato                                       |
| The Rape of Recy Taylor                              | Nancy Buirski                                                | USA                                                      |                                                                                                   |
| Undir trénu (Under the Tree)                         | Hafsteinn Gunnar Sigurðsson                                  | Island, Dänemark, Polen, Deutschland                     | Steinþór Hróar Steinþórsson, Edda Björgvinsdóttir, Sigurður Sigurjónsson, Lára Jóhanna Jónsdóttir |
| Los versos del olvido                                | Alireza Khatami                                              | Frankreich, Deutschland, Niederlande, Chile              | Juan Margallo, Tomas Del Estal, Manuel Moron, Itziar Aizpuru                                      |
| La vita in comune                                    | Edoardo Winspeare                                            | Italien                                                  | Gustavo Caputo, Antonio Carluccio, Claudio Giangreco, Celeste Casciaro                            |
| West of Sunshine                                     | Jason Raftopoulos                                            | Australien                                               | Damian Hill, Ty Perham, Kat Stewart, Tony Nikolakopoulos, Arthur Angel                            |

Kurzfilme
| Filmtitel                                                      | Regie                        | Produktionsland       | Laufzeit | Darsteller (Auswahl)                                                       |
| -------------------------------------------------------------- | ---------------------------- | --------------------- | -------- | -------------------------------------------------------------------------- |
| Apia (Aria)                                                    | Myrsini Aristidou            | Zypern, Frankreich    | 13’      | Chryssa Platsatoura, Yannis Stankoglou, Audrey Giacomini, Takis Spyridakis |
| Astrometal                                                     | Efthimis Kosemund Sanidis    | Griechenland          | 15’      | Mihalis Sarantis, Thalia Papacosta, Yiannis Niarros                        |
| Awasarn Sound Man (Death of the Sound Man)                     | Sorayos Prapapan             | Thailand, Myanmar     | 16’      | Chalermrat Kaweewattana, Nattapong Pipattanasub                            |
| By the Pool                                                    | Laurynas Bareisa             | Litauen               | 16’      | Karolina Kildaité, Danas Kavaliauskas, Karolina Maksvityte                 |
| Gros chagrin                                                   | Céline Devaux                | Frankreich            | 15’      | Swann Arlaud, Victoire Du Bois                                             |
| Himinn opinn                                                   | Gabriel Sanson Clyde Gates   | Belgien               | 19’      | Tristan Tessier, Judith Williquet, Jonathan Pryce                          |
| The Knife Salesman                                             | Michael Leonard Jamie Helmer | Australien            | 10’      | Syd Brisbane, Dana Miltins                                                 |
| Lagi Senang Jaga Sekandang Lembu (It’s easier to Raise Cattle) | Amanda Nell Eu               | Malaysia              | 18’      | Sharifah Aryana Binti Syed Zainal Rashid, Sofia Sabri                      |
| Meninas Formicida                                              | João Paulo Miranda Maria     | Frankreich, Brasilien | 12’      | Amanda Araújo, Tatiana Pinheiro Ribeiro, Bruna Andrade                     |
| Mon amour, mon ami                                             | Adriano Valerio              | Italien               | 15’      |                                                                            |
| L’ombra della sposa                                            | Alessandra Pescetta          | Italien               | 11’      | Fabrizio Buttiglieri, Marco Canzoneri, Giuseppe Lo Piccolo, Angela Ribaudo |
| Tierra Mojada                                                  | Juan Sebastian Mesa Bedoya   | Kolumbien             | 17’      | Yeison García Tascon, Marco Tulio Vásquez Yagarí, Barbara Panchí Saigama   |

Außer Konkurrenz
- 8th Continent – Pavlos Iordanopoulos (Griechenland, 11 min), Darsteller: Pavlos Iordanopoulos
- Futuro prossimo – Salvatore Mereu (Italien, 18 min), Darsteller: Rachel Akimbi, Mojo Kuti, Francesco Vesta

### Venezia Classici
Die Reihe Venezia Classici (englisch Venice Classics) präsentiert seit 2012 restaurierte Filmklassiker sowie Dokumentarfilme über das Filmemachen und einzelne Filmschaffende. Bestandteil ist die Vergabe von Preisen für den am besten restaurierten Film und die beste Kinodokumentation, die von einer Jury aus Filmstudenten unter Leitung des italienischen Regisseurs Giuseppe Piccioni vergeben wurde. Ausgezeichnet wurden der restaurierte Film Komm und sieh und der Dokumentarfilm Der Prinz und der Dybbuk.
Restaurierte Filme
| Filmtitel                                                                            | Regie                  | Produktions- land    | Erscheinungs- jahr                 | Restaurator |
| ------------------------------------------------------------------------------------ | ---------------------- | -------------------- | ---------------------------------- | --- |
| 1900 (Novecento)                                                                     | Bernardo Bertolucci    | Italien              | 1976                               | 20th Century Fox, Paramount Pictures, Istituto Luce - Cinecittà und Cineteca di Bologna, in Kooperation mit Alberto Grimaldi und unter Unterstützung von Massimo Sordella |
| Die Affenfrau (La donna scimmia)                                                     | Marco Ferreri          | Italien, Frankreich  | 1964                               | Cineteca di Bologna und TF1 Studio, in Kooperation mit Surf Film |
| Das Auge des Bösen (L’Œil du Malin)                                                  | Claude Chabrol         | Frankreich           | 1962                               | Studiocanal, mit Unterstützung des Centre national du cinéma et de l’image animée (CNC)                                                                                   |
| Les baliseurs du désert / El-haimoune (Wanderers of the Desert)                      | Nacer Khemir           | Tunesien, Frankreich | 1984                               | Cinémathèque royale de Belgique |
| Batch ‘81                                                                            | Mike De Leon           | Philippinen          | 1982                               | Asian Film Archive |
| Betragen ungenügend (Zéro de conduite)                                               | Jean Vigo              | Frankreich           | 1933                               | Gaumont, mit Unterstützung vom Centre national du cinéma et de l’image animée                                                                                             |
| Bungalow der Frauen (The Revolt of Mamie Stover)                                     | Raoul Walsh            | USA                  | 1956                               | 20th Century Fox |
| Cousin, cousine                                                                      | Jean Rouch             | Frankreich           | 1985–87                            | Centre national du cinéma et de l’image animée (CNC), in Zusammenarbeit mit der Fondation Jean Rouch (zum 100. Geburtstag des Filmemachers)                               |
| Daïnah la métisse                                                                    | Jean Grémillon         | Frankreich           | 1932                               | Gaumont, mit Unterstützung des Centre national du cinéma et de l’image animée (CNC)                                                                                       |
| Komm und sieh (Иди и смотри, Idi i smotri)                                           | Elem Klimow            | Sowjetunion          | 1985                               | Mosfilm (Produzent: Karen Schachnasarow) |
| Kopfüber in die Nacht (Into the Night)                                               | John Landis            | USA                  | 1985                               | Universal Pictures |
| Die Legende vom Meister der Rollbilder (近松物語, Chikamatsu monogatari)             | Kenji Mizoguchi        | Japan                | 1954                               | Kadokawa Corporation, The Film Foundation, in Kooperation mit The Japan Foundation                                                                                        |
| Der Geschmack von grünem Tee über Reis (お茶漬けの味, Ochazuke no aji)               | Ozu Yasujirō           | Japan                | 1952                               | Shōchiku |
| The Old Dark House                                                                   | James Whale            | USA                  | 1932                               | Cohen Film Collection / Cohen Media Group |
| Rosita (Voreröffnungsfilm)                                                           | Ernst Lubitsch         | USA                  | 1923                               | MoMA, mit Unterstützung von The Film Foundation |
| Die rote Wüste (Il deserto rosso)                                                    | Michelangelo Antonioni | Italien              | 1964 (Gewinner des Goldenen Löwen) | CSC-Cineteca Nazionale und Istituto Luce-Cinecittà, in Zusammenarbeit mit RTI-Mediaset                                                                                    |
| Sansho Dayu – Ein Leben ohne Freiheit (山椒大夫, Sanshō Dayū)                        | Kenji Mizoguchi        | Japan                | 1954                               | Kadokawa Corporation und The Film Foundation, in Kooperation mit The Japan Foundation                                                                                     |
| Der schwarze Peter (Černý Petr)                                                      | Miloš Forman           | Tschechoslowakei     | 1964                               | Národní filmový archiv |
| Unheimliche Begegnung der dritten Art (Close Encounters of the Third Kind)           | Steven Spielberg       | USA                  | 1977                               | Sony Pictures Entertainment |
| Vendetta (Non c’è pace tra gli ulivi)                                                | Giuseppe De Santis     | Italien              | 1950                               | CSC-Cineteca Nazionale in Kooperation mit CristaldiFilm von Zeudi Araya und Massimo Cristaldi                                                                             |
| Zwei oder drei Dinge, die ich von ihr weiß (Deux ou trois choses que je sais d’elle) | Jean-Luc Godard        | Frankreich           | 1967                               | Argos Films, mit Unterstützung des Centre national du cinéma et de l’image animée (CNC)                                                                                   |

Dokumentarfilme
- Año luz (Light Years) – Regie: Manuel Abramovich (Argentinien, Brasilien, Spanien)
- L’Enigma di Jean Rouch a Torino – Regie: Marco di Castri, Paolo Favaro, Daniele Pianciola (Italien, Frankreich)
- Evviva Giuseppe – Regie: Stefano Consiglio (Schweiz, Italien)
- La lucida follia di Marco Ferreri (Dangerous but Necessary) – Regie: Selma Jean Dell’Olio
- Der Prinz und der Dybbuk (Książę i dybuk) – Regie: Elwira Niewiera, Piotr Rosołowski (Polen, Deutschland)
- This is the War Room! – Regie: Boris Hars-Tschachotin (Deutschland)
- L’utopie des images de la révolution russe (The Russian Revolution through its Films) – Regie: Emmanuel Hamon (Frankreich)
- La voce die Fantozzi – Regie: Mario Sesti (Italien)

### Cinema nel Giardino
Unter dem Motto „Film, Gespräche und Visionen“ werden in dieser Sektion (dt. „Kino im Garten“) sechs Weltpremieren gezeigt, ohne das ein Preis vergeben wird. Mitglieder der Filmcrew stellen sich dabei öffentlichen Diskussionen.
- Conrofigura – Regie: Rä di Martino (Italien, Frankreich, Schweiz, Marokko), Darsteller: Valeria Golino, Filippo Timi, Corrado Sassi, Nadia Kounda, Younes Bouab
- Manuel – Regie: Dario Albertini (Italien), Darsteller: Andrea Lattanzi, Giulia Elettra Gorietti, Francesca Antonelli, Raffaella Rea
- Nato a Casal di Principe – Regie: Bruno Oliviero (Italien, Spanien), Darsteller: Alessio Lapice, Massimiliano Gallo, Donatella Finocchiaro, Lucia Sardo, Antonio Pennarella
- Suburra – La Serie – Regie: Michele Placido, Andrea Molaioli, Giuseppe Capotondi (Italien), Darsteller: Alessandro Borghi, Giacomo Ferrara, Eduardo Valdarnini, Francesco Acquaroli, Filippo Nigro, Claudia Gerini
- Tueurs – Regie: François Troukens, Jean-François Hensgens (Belgien, Frankreich), Darsteller: Olivier Gourmet, Lubna Azabal, Kevin Janssens, Bouli Lanners
- Woodshock – Regie: Kate Mulleavy, Laura Mulleavy (USA), Darsteller: Kirsten Dunst, Pilou Asbaek, Joe Cole, Stephan Duvall

### Venice Virtual Reality Section
Nachdem das Filmfestival von Venedig in der Vergangenheit Beiträge eingeladen hatte, die sich der Virtuellen Realität annehmen, findet 2017 erstmals ein Wettbewerb für VR-Filme statt. Der Jury steht der US-amerikanische Regisseur John Landis vor und wird durch die französische Drehbuchautorin und Regisseurin Céline Sciamma und den italienischen Schauspieler und Regisseur Ricky Tognazzi ergänzt.
22 Beiträge wurden eingeladen:
- Alice, The Reality Play – Regie: Marie Jourdren, Mathias Chelebourg (Frankreich), Installation (20 min)
- Arden’s Wake (Expanded) – Regie: Eugene Yk Chung (USA), Animationsfilm (16 min), Oculus Stand Up
- The Argos File – Regie: Josema Roig (USA), VR Theater (4 min)
- Bloodless – Regie: Gina Kim (Südkorea, USA), VR Theater (12 min)
- Chuang (In the Pictures) – Regie: Qing Shao (VR China), Animationsfilm (5 min), VR Theater
- La camera insabbiata – Regie: Laurie Anderson, Hsin-Chien Huang (USA, Taiwan), Installation (20 min)
- Dispatch – Regie: Edward Robles (USA, Vereinigtes Königreich), Animationsfilm (6 min), Oculus Stand Up
- Draw Me Close: A Memoir – Regie: Jordan Tannahill (Kanada, Vereinigtes Königreich), Installation (15 min)
- Free Whale – Regie: Zhang Peibin (VR China), Animationsfilm (7 min), Oculus Stand Up
- Gomorra VR – We Own the Streets – Regie: Enrico Rosati (Italien), VR Theater (14 min)
- Greenland Melting – Regie: Catherine Upin, Julia Cort, Nonny de la Peña, Raney Aronson-Rath (USA), Vive Stand Up (11 min)
- Hver sin stilhed (Separate Silences) – Regie: David Wedel (Dänemark), Installation (17 min)
- I Saw the Future – Regie: François Vautier (Frankreich), VR Theater (5 min)
- Jia Zai Lanre Si (The Deserted) – Regie: Tsai Ming-liang (Taiwan), VR Theater (55 min)
- The Last Goodbye – Regie: Gabo Arora, Ari Palitz (USA), Installation (20 min)
- Melita – Regie: Nicolás Alcalá (USA), Animationsfilm (24 min), Oculus Stand Up
- My Name is Peter Stillman – Regie: Lysander Ashton (Vereinigtes Königreich), Animationsfilm (6 min), Oculus Stand Up
- Nothing Happens – Regie: Uri Kranot, Michelle Kranot (Dänemark, Frankreich), Animationsfilm (14 min), Vive Stand Up
- Proxima – Regie: Mathieu Pradat (Frankreich), VR Theater (9 min)
- Rebel Queen – Regie: Richard Mills, Kim-Leigh Pontin (Vereinigtes Königreich), Animationsfilm (15 min), Vive Stand Up
- Shi Meng Lao Ren (The Dream Collector) – Regie: Mi Li (VR China), Animationsfilm (11 min), Oculus Stand Up
- Snatch VR Heist Experience – Regie: Rafael Pavón, Nicolás Alcalá (USA), Installation (5 min)

Außer Konkurrenz wurden u. a. folgende VR-Filme gezeigt:
- Dear Angelica – Regie: Saschka Unselt (USA), Animationsfilm (13 min), Oculus Stand Up
- Miyubi – Regie: Félix Lajeunesse, Paul Raphaël (Kanada), VR Theater (40 min)

## Unabhängige Filmreihen

### Settimana Internazionale della Critica
Parallel zum Filmfestival finden zwei unabhängige Filmreihen statt. Die italienische Filmkritikervereinigung Sindacato Nazionale Critici Cinematografici Italiani veranstaltet die Internationale Kritikerwoche (Settimana Internazionale della Critica – SIC), bei der internationale Debütfilme von einer unabhängigen Kommission ausgewählt werden. Sie ist nach dem Vorbild der „Quinzaine des Réalisateurs“ bei den Filmfestspielen von Cannes entstanden.
Langfilme
| Filmtitel                                                                     | Regie                    | Produktionsland                                  | Darsteller (Auswahl) |
| ----------------------------------------------------------------------------- | ------------------------ | ------------------------------------------------ | --- |
| Il cratere (Crater)                                                           | Luca Bellino Silvia Luzi | Italien                                          | Sharon Caroccia, Rosario Caroccia |
| DRIFT                                                                         | Helena Wittmann          | Deutschland                                      | Theresa George, Josefina Gill |
| The Wild Boys (Les garçons sauvages)                                          | Bertrand Mandico         | Frankreich                                       | Vimala Pons, Diane Rouxel, Mathilde Warnier, Anael Snoek, Pauline Lorillard, Elina Löwenson, Sam Louwyck, Nathalie Richard                      |
| Körfez (The Gulf)                                                             | Emre Yeksan              | Türkei, Deutschland, Griechenland                | Ulaş Tuna Astepe, Ahmet Melih Yılmaz, Serpil Gül, Müfit Kayacan, Merve Dizdar, Damla Ardal, Cem Zeynel Kılıç                                    |
| Sarah joue un loup garou (Sarah Plays a Werewolf, Sarah spielt einen Werwolf) | Katharina Wyss           | Schweiz, Deutschland                             | Loane Balthasar, Michel Voïta, Annina Walt, Sabine Timoteo, Manuela Biedermann                                                                  |
| Team Hurricane                                                                | Annika Berg              | Dänemark                                         | Eja Penelope Roepstorff, Ida Glitre, Ira Rønnenfelt, Maja Leth Bang, Mathilde Linnea Daugaard, Elise Pedersen, Sara Morling, Zara Munch Bjarnum |
| Temporada de caza (Hunting Season)                                            | Natalia Garagiola        | Argentinien, USA, Deutschland, Frankreich, Katar | Lautaro Bettoni, Germán Palacios, Boy Olmi, Rita Pauls                                                                                          |

Sonderaufführungen (außer Konkurrenz)
- Eröffnungsfilm: Pin Cushion von Deborah Haywood (Vereinigtes Königreich), Darsteller: Joanna Scanlan, Lily Newmark, Chanel Cresswell, Bruce Jones, Isy Suttle, Nadine Coyle
- Abschlussfilm: Veleno (Poison – The Land Of The Fires) von Diego Olivares (Italien), Darsteller: Luisa Ranieri, Massimiliano Gallo, Salvatore Esposito, Nado Paone, Gennaro Di Colandrea, Miriam Candurro, Marianna Robustelli

### Giornate degli Autori – Venice Days
Die Associazione Nazionale Autori Cinematografici (ANAC) bereitet gemeinsam mit der 100 Autori association die Giornate degli Autori – Venice Days vor, die italienische und ausländische Spiel- und Dokumentarfilme zeigt. Die Auswahl für die 11. Auflage wurde am 25. Juli 2017 während einer Pressekonferenz in Rom bekanntgegeben. Als Jurypräsidentin wurde die iranische Filmemacherin Samira Makhmalbaf ausgewählt.
Offizielle Auswahl
| Filmtitel                                     | Regie                             | Produktionsland                               | Darsteller (Auswahl)                                                |
| --------------------------------------------- | --------------------------------- | --------------------------------------------- | ------------------------------------------------------------------- |
| Candelaria                                    | Jhonny Hendrix Hinestroza         | Kolumbien, Deutschland, Norwegen, Argentinien | Alden Knight, Veronica Lynn, Manuel Viveros, Philipp Hochmair       |
| Il contagio – The Contagion                   | Matteo Botrugno Daniele Coluccini | Italien                                       | Vinicio Marchioni, Maurizio Tesei, Anna Foglietta, Vincenzo Salemme |
| Dove cadono le ombre – Where the Shadows Fall | Valentina Pedicini                | Italien                                       | Elena Cotta, Federica Rossellini                                    |
| L’equilibrio                                  | Vincenzo Marra                    | Italien                                       | Mimmo Borrelli, Roberto Del Gaudio                                  |
| Eye on Juliet                                 | Kim Nguyen                        | Kanada                                        | Joe Cole, Lina El Arabi                                             |
| Ga'agua – Longing                             | Savi Gabizon                      | Israel                                        | Shai Avivi, Asi Levi                                                |
| Life Guidance                                 | Ruth Mader                        | Österreich                                    | Fritz Karl, Katharina Lorenz, Florian Teichtmeister, Petra Morzé    |
| Looking for Oum Kulthum                       | Shirin Neshat                     | Deutschland, Österreich, Italien              | Neda Rahmanian, Yasmin Raeis, Mehdi Moinzadeh                       |
| M                                             | Sara Forestier                    | Frankreich                                    | Sara Forestier, Redouanne Harjane                                   |
| Mai Mee Samui Samrab Ter – Samui Song         | Pen-Ek Ratanaruang                | Thailand, Deutschland, Norwegen               | Cherman Boonyasak, David Asavanond                                  |
| Mi Hua Zhi Wei – The Taste of Rice Flower     | Pengfei                           | VR China                                      | Ying Ze, Ye Bule                                                    |
| Volubilis                                     | Faouzi Bensaïdi                   | Marokko, Frankreich                           | Mouhcine Malzi, Nadia Kounda                                        |

Sonderprogramm
| Filmtitel                                                    | Regie                 | Produktionsland    | Darsteller (Auswahl)              |
| ------------------------------------------------------------ | --------------------- | ------------------ | --------------------------------- |
| Agnelli                                                      | Nick Hooker           | USA                | Dokumentarfilm                    |
| Getting Naked: A Burlesque Story                             | James Lester          | USA                | Dokumentarfilm                    |
| La legge del numero uno (Kurzfilm)                           | Alessandro D’Alatri   | Italien            | Marco Palvetti, Andrea Sartoretti |
| Il risoluto – The Resolute                                   | Giovanni Donfrancesco | Italien Frankreich | Dokumentarfilm                    |
| Il tentato suicidio nell'adolescenza (T.S. Giovanile) (1968) | Ermanno Olmi          | Italien            | Kurz-Dokumentarfilm               |

Miu Miu Women’s Tales
- #13 Carmen – Regie: Chloë Sevigny (Italien, USA), Darsteller: Carmen Lynch
- #14 (The [End) of History Illusion] – Regie: Celia Rowlson-Hall (Italien, USA), Darsteller: Caroline Polachek, Sean Scott, John Scott, Leal Zielinska, Mina Nishimura, Katlyn Addison, Christina Jones

Sonderaufführungen
- I’m (Endless Like the Space) – Regie: Anne-Riitta Ciccone (Italien), Darsteller: Barbora Bobuľová, Mathilde Bundschuh
- The Millionairs – Regie: Claudio Santamaria (Italien), Darsteller: Peppe Servillo, Sabrina Impacciatore (Kurzfilm)
- Raccontare Venezia – Regie: Wilma Labate (Italien, Frankreich), Darsteller: Silvia D’Amico

LUX-Filmpreis
Im Rahmen der Vergabe des Filmpreises LUX wurden folgende Spielfilme gezeigt:
- 120 battements par minute – Regie: Robin Campillo (Frankreich)
- Sameblod – Sami Blood – Regie: Amanda Kernell (Schweden, Dänemark, Norwegen)
- Western – Regie: Valeska Grisebach (Deutschland)

## Auszeichnungen
Die in den offiziellen Sektionen des Festivals vergebenen Preise im Überblick:
Internationaler Wettbewerb um den Goldenen Löwen

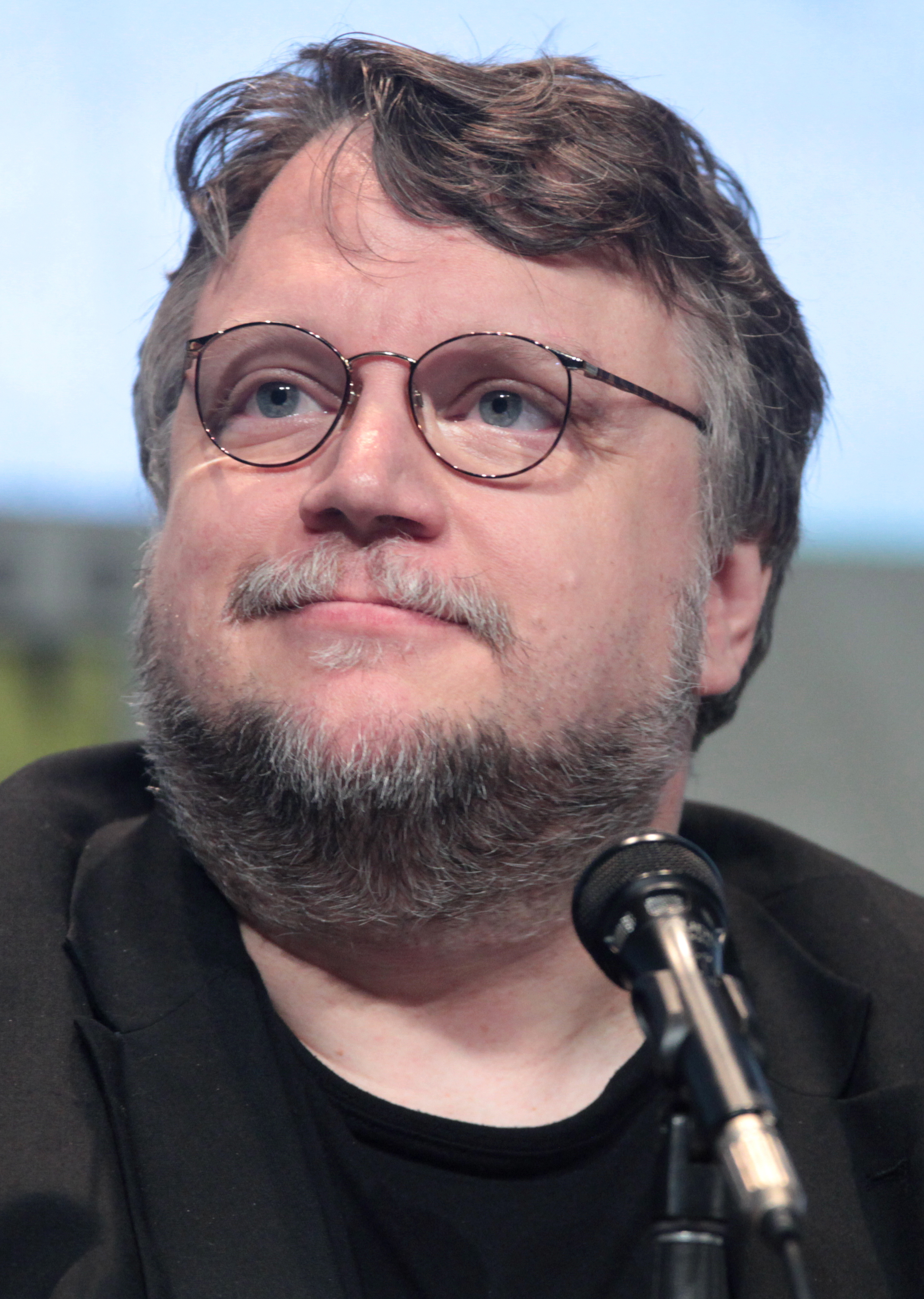
Guillermo del Toro

- Goldener Löwe: The Shape of Water – Regie: Guillermo del Toro
- Silberner Löwe – Großer Preis der Jury: Foxtrot – Regie: Samuel Maoz
- Silberner Löwe – Beste Regie: Xavier Legrand (Jusqu’à la garde)
- Coppa Volpi – Bester Darsteller: Kamel El Basha (The Insult)
- Coppa Volpi – Beste Darstellerin: Charlotte Rampling (Hannah)
- Bestes Drehbuch: Martin McDonagh (Three Billboards Outside Ebbing, Missouri)
- Spezialpreis der Jury: Sweet Country – Regie: Warwick Thornton
- Marcello-Mastroianni-Preis: Charlie Plummer (Lean on Pete)

- Goldener Löwe als Ehrenpreis für ein Lebenswerk: Jane Fonda und Robert Redford

Orizzonti
- Bester Film: Nico, 1988 – Regie: Susanna Nicchiarelli
- Beste Regie: Vahid Jalilvand (Bedoune Tarikh, Bedoune Emza)
- Spezialpreis der Jury: Caniba – Regie: Véréna Paravel und Lucien Castaing-Taylor
- Beste Darstellerin: Lyna Khoudri (Les Bienheureux)
- Bester Darsteller: Navid Mohammadzadeh (Bedoune Tarikh, Bedoune Emza)
- Bestes Drehbuch: Alireza Khatami (Los versos del olvido)
- Bester Kurzfilm: Gros chagrin – Regie: Céline Devaux
- Kurzfilm-Nominierung für den Europäischen Filmpreis 2017: Gros chagrin – Regie: Céline Devaux

Preis für den besten Debütfilm
Der französische Regisseur und Drehbuchautor Benoît Jacquot (viermaliger Teilnehmer am Wettbewerb um den Goldenen Löwen) vergab als Jurypräsident den „Luigi De Laurentiis Venice Award“ („Lion of the Future“) für den besten Debütfilm des Festivals. Weitere Jurymitglieder waren der britische Autor und Professor Geoff Andrew, der Hongkonger Filmproduzent Albert Lee, die italienische Schauspielerin Greta Scarano und der griechische Regisseur Yorgos Zois. Der Preis ging an Jusqu’à la garde von Xavier Legrand.
Venezia Classici
- Beste Filmdokumentation: Der Prinz und der Dybbuk (Książę i dybuk) – Regie: Elwira Niewiera, Piotr Rosołowski
- Bester restaurierter Film: Komm und sieh (Иди и смотри, Idi i smotri) – Regie: Elem Klimow

Venice Virtual Reality
- Bester VR-Film: Arden’s Wake (Expanded) – Regie: Eugene Yk Chung
- Best VR Experience Award (für interaktiven Content): La camera insabbiata – Regie: Laurie Anderson, Hsin-Chien Huang
- Best VR Story Award (für linearen Content): Bloodless – Regie: Gina Kim

Weitere Preise
- Der Preis „Jaeger-LeCoultre Glory to the Filmmaker“ für eine Person, die einen außergewöhnlichen Beitrag zur Innovation des zeitgenössischen Kinos geleistet hat, geht an den britischen Filmemacher Stephen Frears. Einher geht die für den 3. September 2017 angesetzte Preisverleihung mit der Uraufführung seines neuesten Spielfilms Victoria & Abdul.[23]

- Arca CinemaGiovani Award:
  - Bester Film im Wettbewerb um den Goldenen Löwen: Foxtrot – Regie: Samuel Maoz
  - Bester italienischer Film: Beautiful Things – Regie: Giorgio Ferrero
- BNL People’s Choice Award – Giornate degli Autori: Ga’agua (Longing) – Regie: Savi Gabizon
- Brian Award: Les Bienheureux – Regie: Sofia Djama
- Circolo del Cinema di Verona Award – 32nd Venice International Film Critics’ Week: Team Hurricane – Regie: Annika Berg
- Civitas Vitae Award: Il colore nascosto delle cose – Regie: Silvio Soldini
- Fair Play Cinema Award: Ex Libris – The New York Public Library – Regie: Frederick Wiseman (Lobende Erwähnung: Human Flow – Regie: Ai Weiwei)
- Fedeora Award (Federazione dei Critici Europei e dei Paesi Mediterranei):
  - Bester Film: Eye on Juliet – Regie: Kim Nguyen
  - Beste Regie eines Debütfilms: Sara Forestier (M)
  - Bester Darsteller: Redouanne Harjane (M)
- FEDIC Award: La vita in comune – Regie: Edoardo Winspeare (Lobende Erwähnung: Nico, 1988 – Regie: Susanna Nicchiarelli, FEDIC-Erwähnung – Il giornale del cibo: Le Visite – Regie: Elio Di Pace)
- FIPRESCI-Preis
  - Bester Film im Wettbewerb um den Goldenen Löwen: Ex Libris – The New York Public Library – Regie: Frederick Wiseman
  - Bestes Debütfilm: Los versos del olvido – Regie: Alireza Khatami
- Fondazione Mimmo Rotella Award: George Clooney, Michael Caine und Ai Weiwei
- Enrico Fulchignoni – CICT-UNESCO Award: Human Flow – Regie: Ai Weiwei
- Future Film Festival Digital Award: The Shape of Water – Regie: Guillermo del Toro (Lobende Erwähnung: Gatta cenerentola – Regie: Alessandro Rak, Ivan Cappiello, Marino Guarnieri, Dario Sansone)
- GdA Director’s Award - Giornate degli Autori: Candelaria – Regie: Jhonny Hendrix Hinestroza
- Green Drop Award: First Reformed – Regie: Paul Schrader
- HRNs Award – Special Prize for Human Rights: The Rape of Recy Taylor – Regie: Nancy Buirski (Lobende Erwähnungen: L’ Ordine delle cose – Regie: Andrea Segre, Human Flow – Regie: Ai Weiwei)
- Interfilm Award: Los versos del olvido – Regie: Alireza Khatami
- Label Europa Cinemas Award: M – Regie: Sara Forestier
- Lanterna Magica Award (CGS): L’equilibrio – Regie: Vincenzo Marra
- La Pellicola d’Oro Award:
  - Bester Szenenbildner in einem italienischen Film: Daniele Spinozzi (Ammore e Malavita)
  - Bester Szenenbildner in einem internationalen Film: Riccardo Marchegiani (Mektoub, My Love: Canto Uno)
  - Bester Bühnentechniker: Roberto Di Pietro (Hannah)
- Leoncino d’Oro Agiscuola Award: Das Leuchten der Erinnerung – Regie: Paolo Virzì
- Cinema for UNICEF Award: Human Flow – Regie: Ai Weiwei
- Lizzani Award: Gérôme Bourdezeau und Dominique Battesti (Il colore nascosto delle cose)
- Lina Mangiacapre Award: Les Bienheureux – Regie: Sofia Djama
- Mouse d’Oro Award: Mektoub, My Love: Canto Uno – Regie: Abdellatif Kechiche
- Mouse d’Argento Award: Gatta cenerentola – Regie: Alessandro Rak, Ivan Cappiello, Marino Guarnieri, Dario Sansone
- NuovoImaie Talent Award: Federica Rosellini (Dove cadono le ombre) und Mimmo Borrelli (L’equilibrio)
- Open Award: Gatta cenerentola – Regie: Alessandro Rak, Ivan Cappiello, Marino Guarnieri, Dario Sansone
- Francesco Pasinetti Award – SNGCI: Ammore e Malavita – Regie: Gebrüder Manetti (Spezialpreise: Gatta cenerentola und Nico, 1988)
- Gillo Pontecorvo Award – Arcobaleno Latino: Miao Xiaotian (CEO der China Film Coproduction Corporation)
- Queer Lion Award: Marvin – Regie: Anne Fontaine
- Mario Serandrei – Hotel Saturnia Award for the Best Technical Contribution – 32nd Venice International Film Critics’ Week: The Wild Boys (Les garçons sauvages) – Regie: Bertrand Mandico
- Sfera 1932 Award: La mélodie – Regie: Rachid Hami
- SIAE Audience Award – 32nd Venice International Film Critics’ Week: Temporada de Caza – Regie: Natalia Garagiola
- SIGNIS Award: La Villa – Regie: Robert Guédiguian (Lobende Erwähnung: Foxtrot – Regie: Samuel Maoz)
- C. Smithers Foundation Award – CICT-UNESCO: The Shape of Water – Regie: Guillermo del Toro
- Sorriso Diverso Venezia 2017 Award – Ass Ucl: Il colore nascosto delle cose – Regie: Silvio Soldini
- Soundtrack Award:
  - Alexandre Desplat (The Shape of Water)
  - Spezialpreis: Ammore e Malavita – Regie: Gebrüder Manetti
  - Preis für das Lebenswerk: Andrea Guerra
- UNIMED Award: La Villa – Regie: Robert Guédiguian (Lobende Erwähnung: Brutti e Cattivi – Regie: Cosimo Gomez)